# Instrucciones de Ani

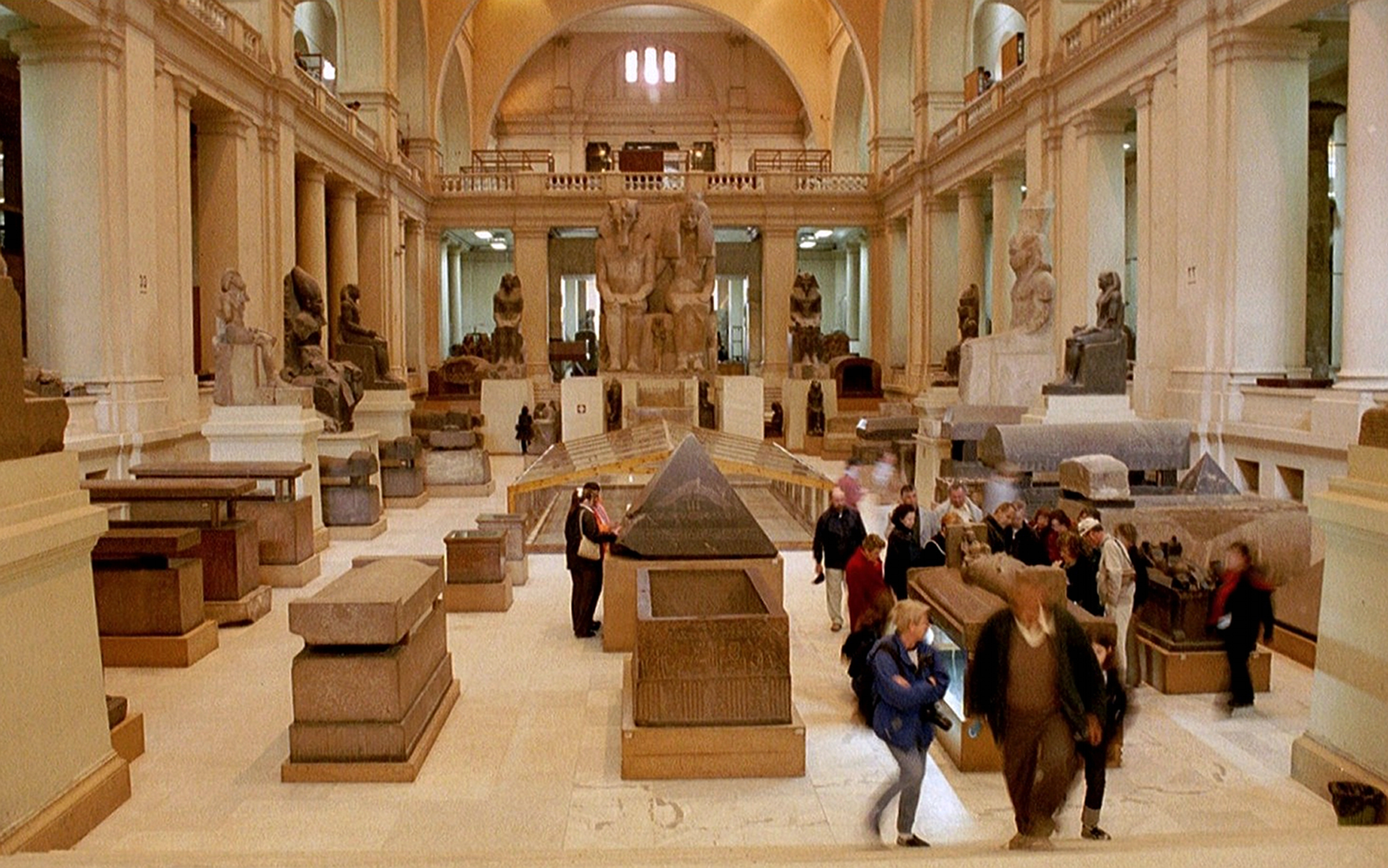
Museo de El Cairo, donde se custodia el papiro 4 Bulak con las Instrucciones de Ani.

Las Instrucciones de Ani es el nombre de una colección de máximas y proverbios éticos del Antiguo Egipto, probablemente escrito en el Imperio Nuevo, durante la dinastía XIX. Se desconoce si realmente Ani es su autor. 
Es uno de los diecisiete Sebayt que la literatura del Antiguo Egipto nos ha dejado. Este género literario muy popular en el Medio Oriente, aparece en la Biblia en los libros de los Proverbios y de la Sabiduría.

## Versiones
Estas enseñanzas nos han llegado por medio de una veintena de manuscritos egipcios. La versión más completa se incluye en el Papiro 4 Bulak conservado en el Museo de El Cairo; es una versión hecha en Tebas y fechada en la dinastía XXI. El comienzo está incompleto y el trabajo del escriba es pobre y con muchos errores. Otros papiros son versiones parciales como el Papiro Chester Beatty 5 del Museo Británico (dinastía XIX) o el papiro n.º E30144 del Louvre (dinastía XX). También sabemos de una docena de ostraca del período ramésida (dinastías XIX y XX) encontradas en Deir el-Medina. Debido a la cantidad de pasajes perdido, se ha considerado un texto difícil de traducir, pero actualmente hay dos buenas versiones: de Christian Jacq en inglés y de Pascal Vernus en francés. 

## Texto
La primera parte está parcialmente perdida, pero no parece que el prólogo estuviera tan desarrollado como el de las Instrucciones de Ptahhotep.
El texto conserva el formato tradicional de un hombre mayor (el escriba Ani, que trabaja en la corte de Nefertari), dando consejos a otro más joven (Jonsuhotep, su hijo). Sin embargo, las Instrucciones de Ani se distingue de trabajos anteriores por su público objetivo, que es la gente común en lugar de la aristocracia. El cuerpo del texto presenta una serie de máximas y preceptos morales y éticos que no siguen ninguna secuencia lógica. Los temas no se diferencian de los de cualquier otro Sebayt, y parecen estar inspirados en las enseñanzas de Ptahotep. Los temas cubiertos por las instrucciones incluyen el respeto por la religión, la maternidad, la honestidad, la moderación y el evitar las relaciones con mujeres infieles.
A diferencia de otras obras de sabiduría, en las que los finales tienden a la aquiescencia y gratitud por la enseñanza recibida, este texto contiene un epílogo en el que el hijo responde a las máximas de su padre más crítica que dócilmente. El padre refuta las objeciones del hijo con la fuerza de los argumentos.

## Selección de máximas
Traducción de Christian Jacq The Living Wisdom of Ancient Egypt
- "La verdad es enviada por Dios." (p. 21)
- "Incluso aunque sea una persona importante, un hombre cuya naturaleza es el mal no sabe cómo mantenerse en posición vertical." (pág. 31)
- "Celebrar la fiesta de tu Dios en el momento correcto. Dios no está contento si se le descuida." (pág. 44)
- "Ten cuidado en evitar el error de mentir: impide luchar contra el mal dentro de ti." (pág. 79)
- "... Elige lo que es bueno de decir y mantén las palabras malvadas prisioneras en tu cuerpo." (p. 79)
- "Mantén un corazón lleno de amor cuyas palabras permanecen ocultas. Él [Dios] proveerá para tus necesidades. Él va a escuchar lo que dices, tu ofrenda será aceptable para Él." (p. 80)
- "Todo el mundo puede dominar su propia naturaleza, si la sabiduría que le han enseñado ha hecho su naturaleza equilibrada." (p. 85)
- "Un hombre perezoso nunca se decide a hacer nada. Quien sabe cómo hacer planes es digno de consideración." (p. 90)
- "Devuelve en abundancia el pan que tu madre te dio. Apóyala como ella lo hizo." (p. 106)
- "Derrama el agua de la libación de tu padre y tu madre, que descansan en el valle de la muerte. Los dioses darán testimonio de este acto justo." (p. 106)
- "Desprecia a la mujer que tiene una mala reputación en su ciudad, no la mires mientras pasa. No trates de dormir con ella." (p. 108)
- "Cásate con una mujer mientras eres joven, y déjala tener hijos mientras sois jóvenes." (p. 112)
- "Construye tu propia casa y no asumas que la casa de tus padres vendrá a ti por derecho." (p. 113)
- "No te sientes mientras hay una persona de pie que es mayor que tú o cuyo rango es más alto que el tuyo." (pág. 123)
- "Conocerás la felicidad si tu vida transcurre dentro de los límites establecidos por la voluntad de Dios." (pág. 124)
- "No llenes tu corazón con el deseo de los bienes de los demás, sino más bien preocúpate por lo que has construido por ti mismo." (pág. 132)
- "Cuando llega la muerte, abraza al anciano como a un niño los brazos de su madre." (pág. 152)

La originalidad de estas enseñanzas está en su epílogo. Ani debate con su hijo Jonsuhotep sobre la necesidad del aprendizaje. Después de que el hijo haya justificado su pereza y la negativa a aprender en la fatalidad y en su carácter innato, Ani le replica:

La madera doblada se deja en un campo. Después de que esté expuesta al sol y a la sombra, el carpintero tratará de enderezarla y hacer el bastón.

### Citas
1. 1 2 3  Lichtheim, op.cit. pp. 135-146.
2. ↑  David, op. cit. pág. 262.
3. ↑  Day, op.cit. pág. 23.
4. ↑  Jacq, op. cit.